# حمدي الزامل
الشيخ حمدي الزامل (22 ديسمبر 1929 - 12 مايو 1982) قارئ قرآن مصري ويعد أحد أعلام هذا المجال البارزين، من مواليد قرية منية محلة دمنة التابعة لمركز المنصورة بمحافظة الدقهلية.

## مولده ونشأته
وُلد الشيخ حمدي محمود الزامل في قرية مِنية محلة دَمنة - مركز المنصورة - محافظة الدقهلية في يوم 22 ديسمبر 1929 م لأبوين من عائلة تحفظ القرآن الكريم، فكانوا يطلقون عليها عائلة المشايخ لكثرة حفظة كتاب الله بها، فقد كان والده الشيخ محمود محمود الزامل إمام وخطيب المسجد بالقرية، وعمه الشيخ حامد الزامل الذي تخرج من الأزهر الشريف وكان يعمل قاضي شرعي بمدينة المنصورة، وخاله الشيخ مصطفي إبراهيم مُحفظ القرآن الكريم والذي حفظ علي يديه الشيخ حمدي القرآن مُنذ سِن الثالثة من عمره حتي أتم حفظه قبل بلوغه سِن العاشرة، وجَوّده علي يد الشيخ عُوف بحبح والذي كان عالمًا فِي علوم القرآن الكريم وهو أيضا من نفس العائلة.

## التحاقه بالأزهر الشريف
التحق الشيخ حمدي بالمعهد الديني الأزهري بالزقازيق وكان يفتتح اليوم الدراسي بتلاوة القرآن الكريم بصوته المُميز، وبعد أن انتهي من المرحلة الابتدائية التحق بالمعهد الديني بالقاهرة واثني علي صوته كل مشايخ المعهد الذين اعطوه كل الرعاية والاهتمام لتفوقه في الحفظ والتجويد، وقد أثني عليه الشيخ توفيق عبد العزيز والذي كان من العلماء المتخصصين في علوم القرآن الكريم، وبَشرَه بمستقبل باهر ينتظره.. والشيخ توفيق عبد العزيز هو والد الإذاعية القديرة فضيلة توفيق الشهيرة بـ «أبلة فضيلة» وكذلك الأستاذة مُحسنة توفيق. 
ومن شدة حبه للقراء الكبار أمثال الشيخ محمد رفعت ومحمد سلامة ومصطفي اسماعيل وعبد الفتاح الشعشاعي وعلي محمود وغيرهم من الكبار، فقد تفرغ للقراءة وترك المعهد الأزهري قبل أن يتم المرحلة الثانوية..!

## شهرته وانطلاقه
وفي نهاية الخمسينيات كان الشيخ مصطفي اسماعيل مُتجها في طريقة الي مدينة المنزلة وكان الشيخ حمدي يقرأ في مأتم بقرية «شها» وكان السرادق مقام علي الطريق الرئيسي، فلمّا سمع الشيخ مصطفي صوته أمر السائق أن يتوقف ليسمع فأعجب بأدائه وسأل عنه أحد المارّة فقال له إنه شاب جديد اسمه حمدي الزامل، فقال له أبلغه أن الشيخ مصطفي سمعك وسيكون لك مستقبل باهر !
وبعد فتره كان الرئيس جمال عبد الناصر في مدينة المنصورة لعقد مؤتمر جماهيري في ساحة مبني المحافظة، وكان المفترض أن يفتتح الحفل الشيخ مصطفي إسماعيل ولسبب مّا أعتذر الشيخ مصطفي عن الحفل، فقرأ الشيخ الزامل وافتتح المؤتمر وأعجب بصوته الزعيم الراحل جمال عبد الناصر واثني علي صوته وادائه في التلاوة، ومنذ ذلك الحين ذاع صيته في جميع محافظات الجمهورية وتوطدت العلاقة بين الشيخ مصطفي اسماعيل والشيخ الزامل وكان يثني عليه في كل مكان، حتي أنه فِي مجلة الكواكب قال لأحد الصحفين «المستقبل للمجيدين أمثال حمدي الزامل».
وفي بداية السبعينات كان الشيخ عبد الباسط عبد الصمد مَدعو في مأتم كبير في مدينة المنصورة، وكان معه الشيخ أحمد أبو زيد - المبتهل بالإذاعة المصرية - ، ويروي الشيخ أبو زيد أنه عند دخول الشيخ عبد الباسط عبد الصمد سرادق العزاء وجد الشيخ حمدي الزامل يقرأ فجلس بجواره وقال «في وجود الشيخ حمدي الزامل يجب ألا يقرأ أحد» وظل يستمع إليه بتواضع أهل القرآن الكريم وقال: «لقد سمعت عنه الكثير من الشيخ مصطفي اسماعيل».

## علاقته بأم كلثوم
في عام 1974 م ذهب الشيخ حمدي الزامل بصحبة حسن السيد «عمدة قرية طماي الزهايرة بلدة أم كلثوم في ذلك الوقت» وذلك لزيارة أم كلثوم في منزلها، فقالت له اقرأ عشر «أي اقرأ عشر دقائق لِما يتيسر لك من القرآن» فقرأ كما طلبت، وعندما انتهي امتلئ المنزل بالتصفيق لحلاوة صوته وانبهر الحضور جميعهم بصوته وأدائه، وأهدته أم كلثوم سلسلة من الذهب تقديرًا وتشجيعًا له، وقالت له «لابد من دخولك الإذاعة والتليفزيون ليستمع إليك كل الجماهير».
وبعد عام توفيت أم كلثوم، وفي ذكري الأربعين قدم الشيخ مصطفي اسماعيل الشيخ حمدي الزامل للقراءة وكان يوجد الموسيقار محمد عبد الوهاب فسمع الشيخ وأعجب بتلاوته وبعد أن انتهي من القراءة جاء بجوار كرسي التلاوة وسأله «أين تعلمت الموسيقي ياشيخ حمدي؟» فقال الزامل: «إنها موهبة من عند الله»، فقال له «أنت خامة ممتازة ولابد من دخولك الإذاعة».

## التحاقه بالإذاعة
في عام 1976 م تقدم الشيخ حمدي الزامل لإختبارات الإذاعة المصرية ونجح بامتياز من أول مرة، وقال عنه الشيخ رزق خليل حبة - شيخ عموم المقاريء المصرية آنذاك - «ليس علي صوته أية ملحوظات» واثني كذلك علي صوته الشيخ محمود خليل الحصري.. واعتُمد الشيخ الزامل بالإذاعة والتليفزيون في نفس العام، وظل يقرأ قرآن الفجر مرة كل عشرين يوم لمدة ست سنوات علي الهواء مباشرة، ولكفاءته قرأ قرآن الجمعة بالتليفزيون المصري، وكذلك اذيعت تسجيلاته مع بداية ونهاية بث التليفزيون، وقرأ جميع الحفلات والمناسبات علي الهواء بالإذاعة. ورفض السفريات الخارجيه وكانت السعودية البلد الوحيد الذي سافر اليه ليؤدي فريضة الحج 

## مواقف من حياة الشيخ
- - كان يوجد بالقرية عامل لتصليح الاحذية وليس من أهل القرية، وكان ابن أخت الشيخ الزامل عند هذا العامل البسيط ولحسن حظ هذا الرجل البسيط توفي أثناء عمله في تصليح حذاء ابن أخت الشيخ، فأسرع الصبي محمد عبد الجواد إلي خاله وأخبره عما حدث ولأنه كان رجلاً وحيدًا وغريبًا عن القرية أقام له الشيخ الزامل سرادق كبير في أكبر مكان في القرية علي حسابه الخاص، وشيع العامل البسيط الألالف من أهل القرية، وقرأ الزامل فِي المأتم، وكانت ليلة من أجمل الليالي التي قرأ فيها الشيخ الزامل.
  - يقول الشيخ محمد الشبولي «مِن قرية الشبول التي تُطل علي بحيرة المنزلة»:

توفي والدي وكان صياد بسيط ونحن جميعا نعمل بالصيد لا نملك سوي قوت يومنا وكان والدي يتمني أن يقرأ في مأتمه الشيخ حمدي الزامل 
وكان في ذلك الوقت أجر الشيخ كبير وأنا واخواني صيادين بسطاء، ولمّا توفي والدي جمعت كل أقاربي لجمع مبلغ من المال ولكنني لم أجمع سوي نصف أجر الشيخ الزامل، وسافرت الي بلد الشيخ الزامل ونزلت في الموقف علي الكوبري وسألت علي بيت الشيخ فوجدت رجل قال لي تعالي معي وأنا أدلك عليه فمشيت معه وظل يسألني «أنت عايز الشيخ في ايه؟» فحكيت له فقال لي «تعالي معي بيتي ارتاح وبعدين هوصلك» فدخلت معه بيته واكرمني وتناولت معه الغذاء وبعد ذلك قولت له لو سمحت وصلني لبيت الزامل لأني تأخرت، ففوجئت به يقول لي «أنا الشيخ حمدي الزامل، توكل علي الله سافر وجهز والدك للدفن» وإذا به يرفع سماعة التليفون ويتصل بالمسئول بتجهيز السرادقات والمسئول عن الميكروفون، وسافرت وأنا في طريقي الي بلدي كنت أتحدث مع نفسي ولا أصدق، وعندما وصلت وجدت كل شيء جاهز وأقيم الصيوان، وجاء الشيخ حمدي الزامل وقرأ ليلة لا توصف وتكفل بكل المصاريف وظل هذا اليوم في ذاكرتنا لا ننساه أبدًا.. ومن ذلك اليوم وكل بضع سنين وهذا الرجل يذهب إلي بيت الشيخ حمدي لِيطمأن علي حال أسرته، وهو من حكي لهم هذه القصة، وحتي الآن لايزال مُقتنعًا بأنه لم يُوفي الشيخ حقه !

## وفاته
توفي الشيخ حمدي الزامل في يوم 12 مايو 1982 م، وشيع جثمانه الآلاف من مُحبيه .